# SS Mont-Blanc
Le SS Mont-Blanc est un cargo français de la Compagnie générale transatlantique lancé en 1899 par les chantiers navals de Middlesbrough.
Il est détruit le 6 décembre 1917, lors de l'explosion d'Halifax. 

## Explosion d'Halifax
En automne 1917, le Mont-Blanc quitte le port de New York, les cales chargées de munitions destinées à l'Europe en guerre. S'il est censé rejoindre un convoi en partance pour l'Atlantique, il atteint trop tard le port d'Halifax. Pendant la journée du 5 décembre, le cargo reste ancré en attente de son autorisation à entrer dans le port.
Le 6 décembre, le Mont-Blanc obtient l'autorisation par les autorités portuaires d'accéder au canal. Au même moment, le cargo norvégien SS Imo sort du port par le même canal. Si les 2 navires s'aperçoivent rapidement, aucun d'entre eux n'accepte de céder le passage. Le capitaine du Mont-Blanc décide alors de contourner l'Imo par son centre, mais celui-ci stoppe au même moment ses machines. La collision est alors inévitable : les 2 navires se heurtent à 8 h 45. L'Imo se met alors en marche arrière, mais la manœuvre crée des étincelles qui atteignent le pont du Mont-Blanc.

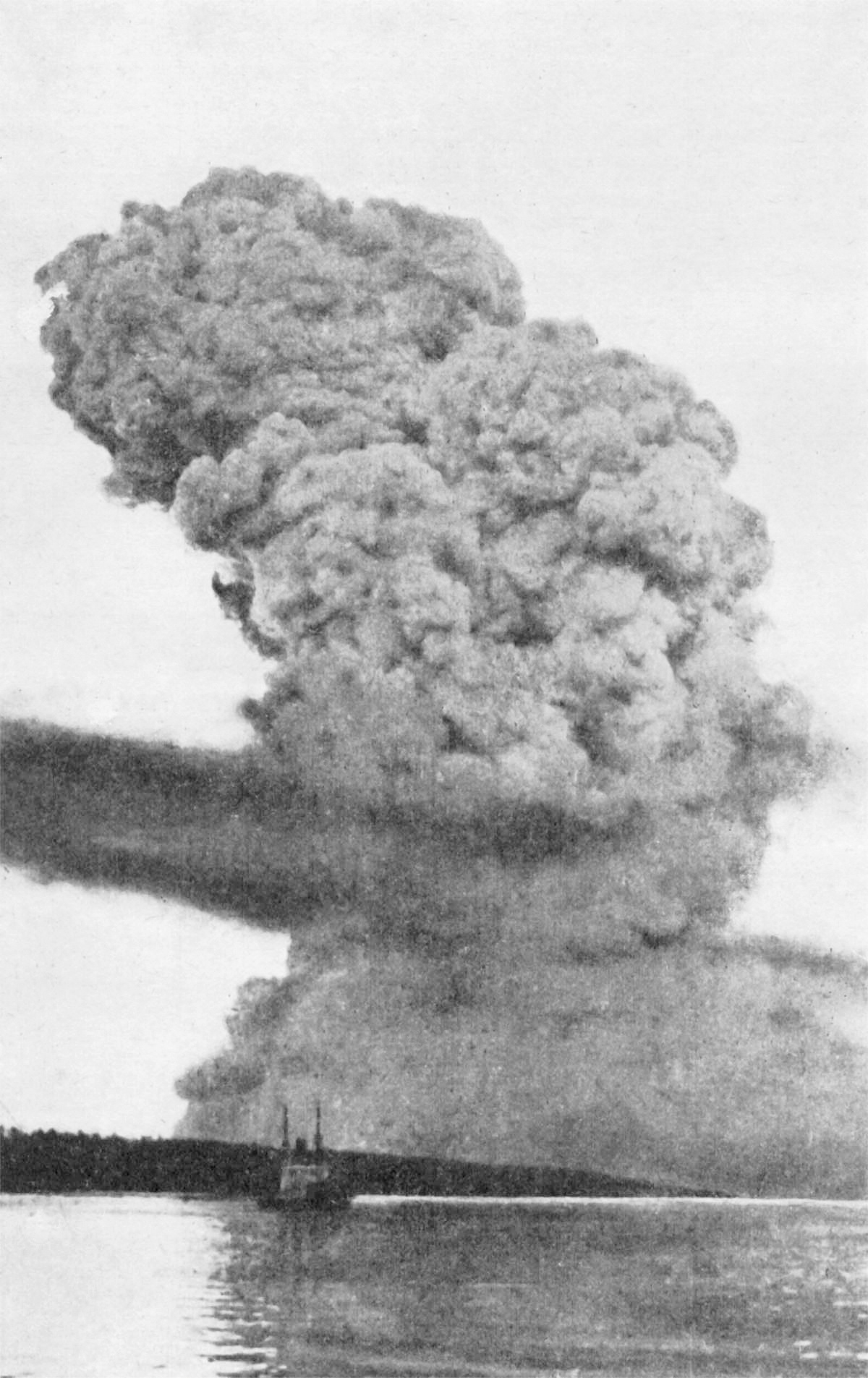
Photographie du nuage peu après l'explosion.

L'incendie se propage rapidement, empêchant l'équipage du cargo d'accéder à l'équipement de lutte contre l'incendie. Le capitaine ordonne alors de mettre à l'eau les 2 canots de sauvetage, ainsi que d'abandonner le navire. Malgré l'aide d'autres navires pour le sauver, le Mont-Blanc, en feu, se met à dériver en direction du rivage.
Le cargo heurte alors une jetée, laissant se propager au sol l'incendie. À 9 h 4 min 35 s précisément, la cargaison du Mont-Blanc explose. Le cargo est alors pulvérisé en une gigantesque boule de feu dépassant les 6,1 km dans les airs. Au sol, l'explosion produit un surpuissant raz-de-marée, dont certaines vagues dépassent les 18 m de hauteur. L'Imo, qui assiste impuissant à la catastrophe, est emporté par le raz-de-marée jusqu'au rivage.
L'onde de choc rase la ville sur 2,5 km2, 1 946 morts sont à déplorer.
Symbole de la puissance de l'explosion, une ancre du navire est retrouvée à 4 kilomètres du lieu de l'accident.